# Liliana López
Liliana López (Caracas, Venezuela, 21 de mayo de 1956) es una científica venezolana graduada en Química y doctorada en Geoquímica, que se dedica al estudio de contaminación, caracterización y yacimientos petrolíferos en el área de Geoquímica Además tiene 1 hijo llamado Marcelo Simón. 
En 2014 fue nombrada Individuo de Número de la Academia de Ciencias Físicas, Matemáticas y Naturales (Aficman), en la que coordina el programa Mujeres en Ciencia como representante de Venezuela. En 2015, fue una de las dos mujeres científicas galardonada con el Premio Lorenzo Mendoza Fleury a la Ciencia, otorgado por la Fundación Empresas Polar.

## Trayectoria
López estudió Química (1975-1981) y se hizo Doctora en Ciencias, Mención Geoquímica (1982-1990) en la Universidad Central de Venezuela. Desde 1982 es docente de esta casa de estudios y se desempeñó en varios cargos académicos en el Instituto de Ciencias de la Tierra (ICT) adscrito a la Facultad de Ciencias de la UCV. Fue Jefa de Sección y del Laboratorio de Geoquímica Orgánica (1989-1991), y Jefe del Centro de Geoquímica (1991-1992). 
Fue presidenta de la Asociación Latinoamericana de Geoquímica (2006-2008) y Miembro Correspondiente Nacional de la Academia de Ciencias Físicas, Matemáticas y Naturales desde el 2008 hasta el 2014, año en el que fue reconocida como Individuo de Número (Silla XXV).
Ha dictado cursos en la Universidad de Los Andes (ULA) y en las Universidades de Rio Grande y Río Grande del Sur (Brasil) y es autora de 72 trabajos científicos en revistas nacionales e internacionales.

## Distinciones
- Premio Orinoquia: 1992-1993.
- Orden José María Vargas, UCV. Segunda Clase: 2003
- Premio a la Trayectoria Académica Dr. Enrique Montbrum. Nivel III: 2006.
- Orden José María Vargas, UCV. Primera Clase: 2010.
- Premio Lorenzo Mendoza Fleury a la Ciencia: 2015.